# 石生黄耆
石生黄耆（学名：Astragalus saxorum）为豆科黄芪属的植物，是中国的特有植物。分布于中国大陆的青海、四川、西藏、云南等地，生长于海拔900米至1,500米的地区，多生长在干旱石质山坡，目前尚未由人工引种栽培。